# 폴레트의 수상한 베이커리
《폴레트의 수상한 베이커리》(프랑스어: Paulette)는 2012년 공개된 프랑스의 범죄 코미디 영화이다.

## 출연

### 주연
- 베르나데트 라퐁
- 카르멘 마우라
- 도미니크 라배넌트

### 조연
- 프랑수아 베르탱
- 앤드레 펜번
- 카멜 라다일리
- 진-밥티스트 어노몬
- 악셀 라퐁
- 파코 보블란드

## 기타
- 섭외: 꼬랄리 아메데오